# آيساي (آيتشي)
آيساي مدينة تقع ضمن محافظة آيتشي في اليابان، تأسست في 4/1/2005، بلغ عدد تعداد سكانها في 1 يناير – 2008 حوالي 65481 مساحتها الإجمالية حوالي 66.63 كم2 لتصبح كثافة سكانها 983 نسمة لكل كيلو متر مربع.

## المناخ
يظهر الجدول التالي التغييرات المناخية على مدار السنة لآيساي:
| البيانات المناخية لـآيساي                    | البيانات المناخية لـآيساي | البيانات المناخية لـآيساي | البيانات المناخية لـآيساي | البيانات المناخية لـآيساي | البيانات المناخية لـآيساي | البيانات المناخية لـآيساي | البيانات المناخية لـآيساي | البيانات المناخية لـآيساي | البيانات المناخية لـآيساي | البيانات المناخية لـآيساي | البيانات المناخية لـآيساي | البيانات المناخية لـآيساي | البيانات المناخية لـآيساي |
| الشهر                                        | يناير                     | فبراير                    | مارس                      | أبريل                     | مايو                      | يونيو                     | يوليو                     | أغسطس                     | سبتمبر                    | أكتوبر                    | نوفمبر                    | ديسمبر                    | المعدل السنوي             |
| -------------------------------------------- | ------------------------- | ------------------------- | ------------------------- | ------------------------- | ------------------------- | ------------------------- | ------------------------- | ------------------------- | ------------------------- | ------------------------- | ------------------------- | ------------------------- | ------------------------- |
| الدرجة القصوى °م (°ف)                        | 16.5 (61.7)               | 19.3 (66.7)               | 24.3 (75.7)               | 29.1 (84.4)               | 33.6 (92.5)               | 36.8 (98.2)               | 39.0 (102.2)              | 40.3 (104.5)              | 37.9 (100.2)              | 31.8 (89.2)               | 25.2 (77.4)               | 22.0 (71.6)               | 40.3 (104.5)              |
| متوسط درجة الحرارة الكبرى °م (°ف)            | 8.6 (47.5)                | 9.6 (49.3)                | 13.3 (55.9)               | 19.4 (66.9)               | 23.8 (74.8)               | 27.2 (81.0)               | 30.9 (87.6)               | 32.8 (91.0)               | 28.6 (83.5)               | 22.8 (73.0)               | 16.9 (62.4)               | 11.4 (52.5)               | 20.4 (68.7)               |
| المتوسط اليومي °م (°ف)                       | 3.9 (39.0)                | 4.6 (40.3)                | 8.0 (46.4)                | 13.7 (56.7)               | 18.4 (65.1)               | 22.4 (72.3)               | 26.0 (78.8)               | 27.4 (81.3)               | 23.5 (74.3)               | 17.4 (63.3)               | 11.5 (52.7)               | 6.2 (43.2)                | 15.2 (59.4)               |
| متوسط درجة الحرارة الصغرى °م (°ف)            | −0.1 (31.8)               | 0.3 (32.5)                | 3.3 (37.9)                | 8.5 (47.3)                | 13.7 (56.7)               | 18.5 (65.3)               | 22.5 (72.5)               | 23.6 (74.5)               | 19.6 (67.3)               | 12.9 (55.2)               | 6.8 (44.2)                | 1.9 (35.4)                | 10.9 (51.6)               |
| أدنى درجة حرارة °م (°ف)                      | −7.8 (18.0)               | −8.5 (16.7)               | −7.5 (18.5)               | −0.8 (30.6)               | 4.7 (40.5)                | 12.0 (53.6)               | 16.2 (61.2)               | 15.8 (60.4)               | 10.6 (51.1)               | 2.0 (35.6)                | −1.7 (28.9)               | −6.0 (21.2)               | −8.5 (16.7)               |
| الهطول مم (إنش)                              | 55.0 (2.17)               | 73.2 (2.88)               | 138.6 (5.46)              | 150.6 (5.93)              | 180.1 (7.09)              | 224.0 (8.82)              | 221.8 (8.73)              | 144.5 (5.69)              | 228.2 (8.98)              | 127.4 (5.02)              | 92.1 (3.63)               | 50.6 (1.99)               | 1٬686٫3 (66.39)           |
| ساعات سطوع الشمس الشهرية                     | 149.1                     | 158.0                     | 186.5                     | 196.3                     | 191.9                     | 152.5                     | 169.9                     | 205.8                     | 159.4                     | 164.8                     | 154.9                     | 148.8                     | 2٬037٫1                   |
| المصدر: وكالة الأرصاد الجوية اليابانية (JMA) |                           |                           |                           |                           |                           |                           |                           |                           |                           |                           |                           |                           |                           |

## توأمة
لآيساي (آيتشي) اتفاقيات توأمة مع كل من:
- كايزو (1 مارس 2007 - )
- جنوب أفريقيا (2005 - )
- الغابون (2005 - )
- تشاد (2005 - )
- بنما (2005 - )

## معرض صور

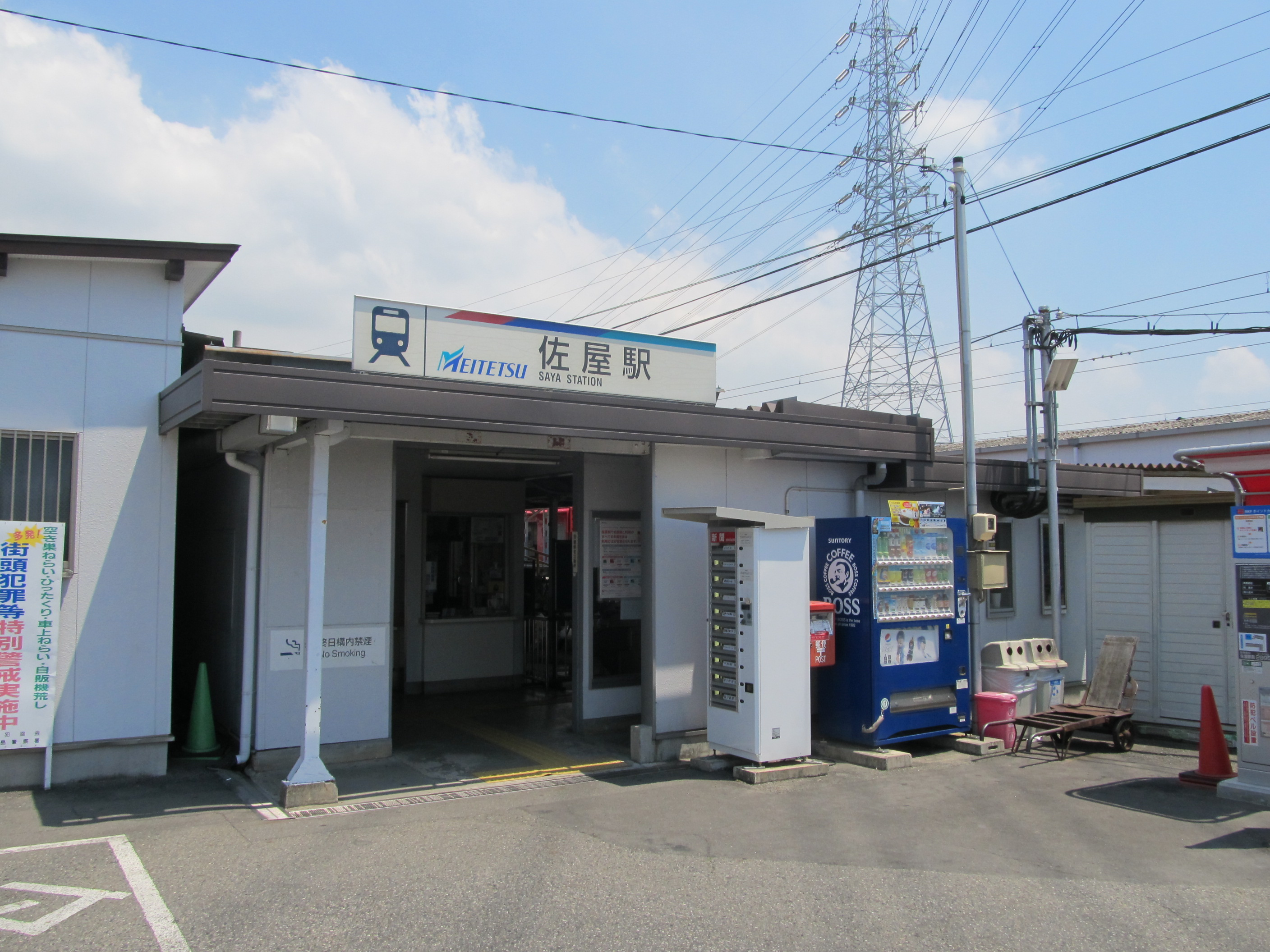
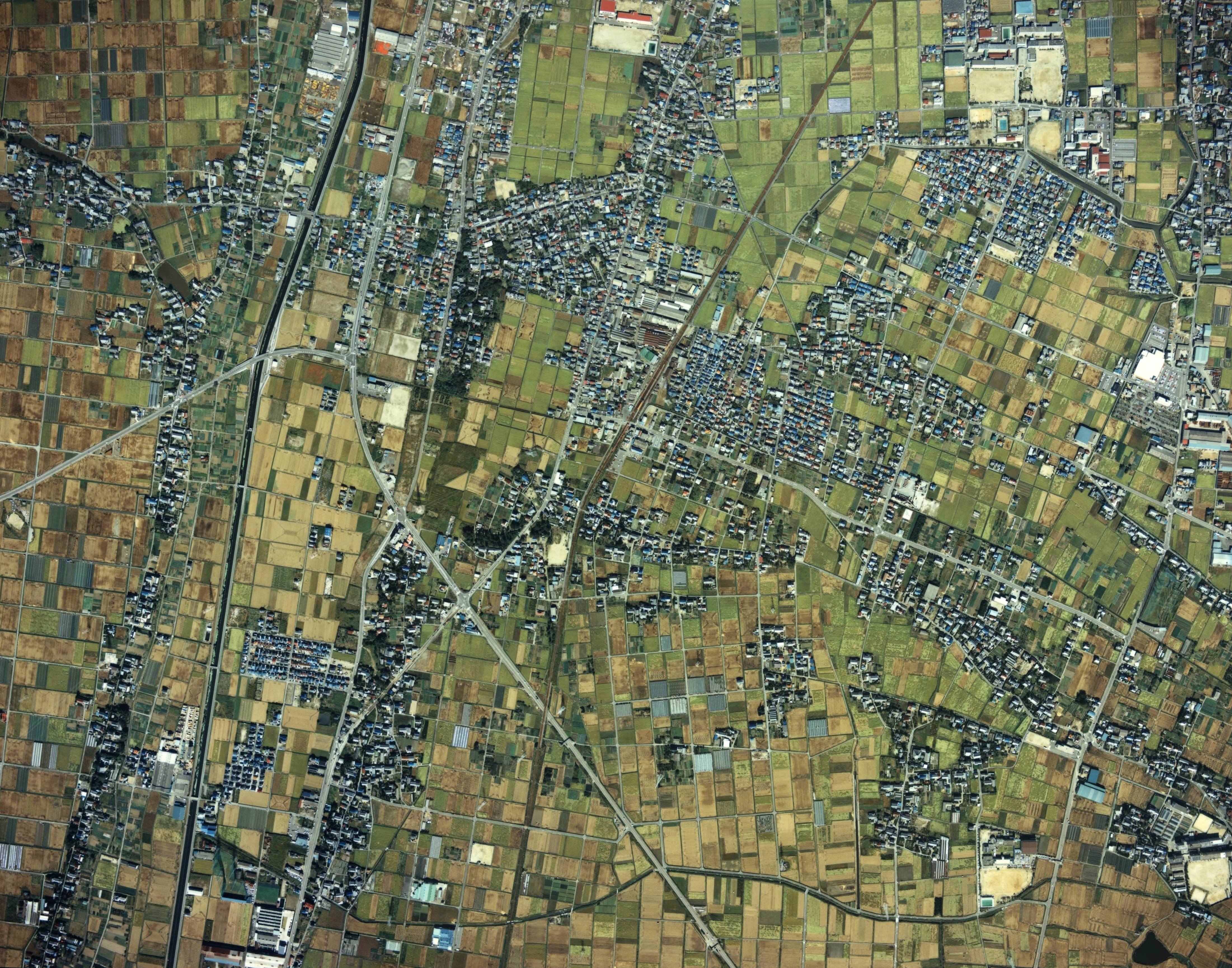
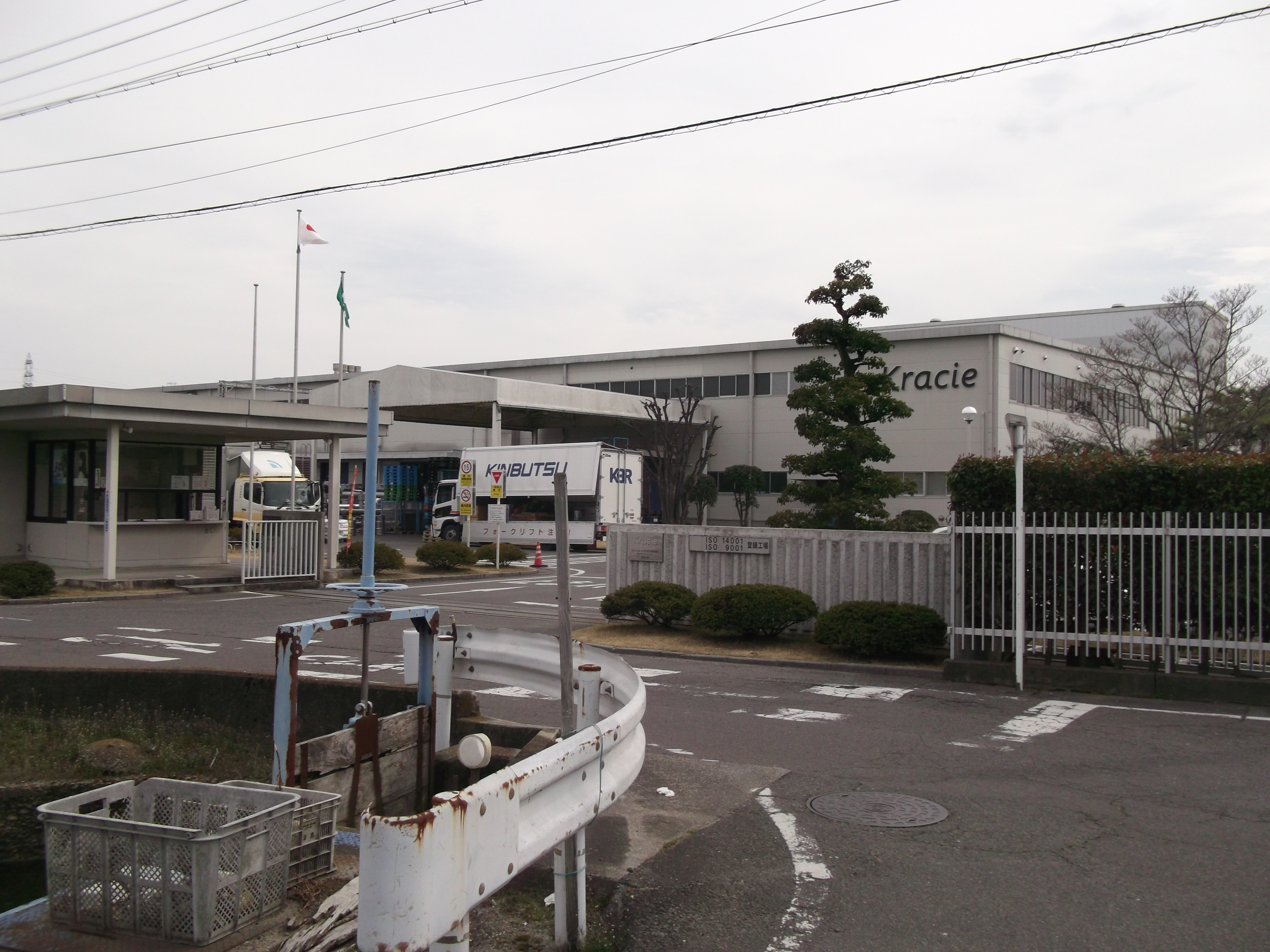